# Józef Balcerak
Józef Balcerak (ur. 7 marca 1915 w Warszawie, zm. 3 września 1991) – polski dziennikarz i działacz jazzowy, jedna z najważniejszych postaci w historii polskiego ruchu jazzowego.

## Życiorys
Przed II wojną światową był współpracownikiem Małego Przeglądu (1927–1937) i pracownikiem przemysłu filmowego (1933–1938). W czasie wojny został wywieziony w głąb ZSRR. Wrócił do Polski, będąc korespondentem wojennym 4 Pomorskiej Dywizji Piechoty, kontynuując szlak bojowy do Berlina.
Był założycielem i długoletnim redaktorem naczelnym miesięcznika „Jazz”, którego pierwszy numer ukazał się w roku 1956. Miesięcznik „Jazz” był pierwszym w Europie Wschodniej pismem poświęconym muzyce jazzowej. Było to źródło wiedzy o jazzie zarówno dla początkujących melomanów, jak i dla wyrobionych słuchaczy. Józef Balcerak z powodzeniem dbał o to, aby poziom merytoryczny pisma utrzymywał się na wysokim poziomie.
Balcerak był stałym współpracownikiem Jazz Museum and The Jazz Archive Uniwersytetu Nowoorleańskiego, był także honorowym obywatelem Nowego Orleanu.
Jest autorem książki „Magia Jazzu”.

## Ordery i odznaczenia
- Krzyż Kawalerski Orderu Odrodzenia Polski
- Srebrny Krzyż Zasługi (dwukrotnie)
- Srebrny Medal Zasłużonym na Polu Chwały
- Medal za Warszawę 1939–1945
- Medal za Odrę, Nysę, Bałtyk[2]
- Brązowy Medal „Za zasługi dla obronności kraju” (1973)[4]